# Мелетопулос, Димитриос
Димитриос Мелетопулос (греч. Δημήτριος Μελετόπουλος; 1796, Эйон — 12 января 1858, Афины) — греческий военный деятель, участник Войны за независимость 1821 года, парламентарий и мэр Эйона.
Родился в Эйоне, был сыном Ангелоса Мелетопулоса.
Состоял членом общества «Филики Этерия» и активно участвовал в революции 1821 года. 26 марта 1821 года отрядом под его командованием был взят и освобождён от османов Эйон.
Во время гражданской войны 1823—1825 годов активно поддерживал Колокотрониса, что привело к его конфликту с влиятельной семьёй Лонтосов.
В 1837 году был избран мэром Эйона, занимал эту должность до 1841 года.
В 1850 году был назначен министром внутренних дел, в 1851 году — военным министром; также был судьёй и дважды назначался префектом области Аттика-Беотия. Был удостоен звания генерал-лейтенанта.
Скончался в Афинах в 1858 году от инсульта, последние годы жизни провёл в нищете. Имел трёх сыновей: Леонидаса, Ангелоса и Харилаоса.